# Hélène Delprat
Hélène Delprat (* 1957 in Amiens) ist eine französische bildende Künstlerin, Videokünstlerin und Bühnenbildnerin. Sie lebt und arbeitet in Paris.

## Leben und Werk
Nach ihrem Abschluss an der École nationale supérieure des beaux-arts de Paris bestand Hélène Delprat 1982 den Wettbewerb der Académie de France à Rome und ging für zwei Jahre in die Villa Medici, wo sie ihre erste anonyme Ausstellung mit dem Titel Jungles et Loups präsentierte.
Zwischen 1985 und 1995 wurde sie von der Galerie Maeght in Paris vertreten. Da sie mit neuen Medien wie Fotografie und Video experimentieren wollte, verließ sie 1995 die Galerie. Ab den 1990er Jahren wendet sich Hélène Delprat von der Malerei ab und erforscht Video, Podcasts oder Theater. Sie befasst sich mit Literatur, Performance, Installationen und Skulptur. Sie isoliert sich in ihrem Atelier und dreht Kurzfilme. Außerdem entwirft sie Kostüme und Bühnenbilder für Theater- und Tanzvorführungen. Sie beginnt eine Reihe von Interviews für den Hörfunk, in denen sie Fiktion und Dokumentation vermischt.
2010 lernte sie die Galeristen Christophe und Nathalie Gaillard kennen. Ihre Zusammenarbeit begann mit einer Ausstellung im Jahr 2012 mit dem Titel En finir avec l'extension du pire, die sich um das Video Les (Fausses) Conférences drehte. 2014 zeigte sie ihre Malerei in der Einzelausstellung Fair is foul and foul is fair.
2014 wurde sie zur Professorin für bildende Kunst an der École nationale supérieure des beaux-arts de Paris ernannt.
Im Jahr 2017 war die Ausstellung I did it my way im La Maison Rouge in Paris eine Retrospektive ihrer Arbeit ab den 1990er Jahren. 2018 setzte sie ihre Arbeit als Videokünstlerin mit Nicole Stéphane, a displaced person fort, von dem sie eine Adaption für die Sendereihe Creation on Air auf France Culture machte.
2023 gewann Hélène Delprat den Großen Kunstpreis der Stiftung Simone und Cino del Duca, der auf Vorschlag der Abteilung für Malerei der Académie des Beaux-Arts verliehen wird.
Hélène Delprat  wird von der Galerie Carlier Gebauer in Berlin und von den Galerien Hauser & Wirth und Christophe Gaillard in Paris vertreten.

## Ausstellungen (Auswahl)
Ihre Werke befinden sich in folgenden Sammlungen :
- 2004: Peintures, Galerie Gisele Linder, Basel[13]
- 2011: Les (Fausses) Conférences, Nuit blanche, Montmartre, Paris[14]
- 2011: Twist and Die, Galerie Christophe Gaillard, Docks Art Fair, Lyon[15]
- 2014: Fair is foul and foul is fair, Galerie Christophe Gaillard, Paris[16]
- 2017: I did it my way, La Maison rouge, Paris[17]
- 2018: Hélène Delprat, Musée des Beaux-Arts de Caen[18]
- 2018: To sleep to die, no more, Galerie Carlier Gebauer, Berlin, 2018[19]
- 2020: With my voice I’m calling you, Kunsthalle Gießen (Erste Institutionelle Einzelausstellung der Künstlerin in Deutschland)[20]
- 2022: Conversation avec une table im Rahmen der Reihe Dialogues inattendus, Musée Marmottan Monet, Paris[21]
- 2022: Le Théâtre des opérations, Voyage à Nantes[22]
- 2025: Écoutez, c'est l'éclipse, Fondation Maeght, Saint-Paul-de-Vence[23]

## Sammlungen (Auswahl)
Ihre Werke befinden sich in folgenden Sammlungen:
- Barret Barrera’s Collection, St. Louis
- Bibliothèque nationale de France, Paris
- Universitätsbibliothek Basel
- Fondation Cartier, Paris
- Fondation Maeght, Saint-Paul-de-Vence
- MoMA, New York
- Musée cantonal des Beaux-Arts de Lausanne
- Musée d’art moderne de la Ville de Paris
- Musée National d’Art Moderne, Centre Georges-Pompidou, Paris
- Ludwig Museum, Budapest
- Russisches Museum, Sankt Petersburg
- Pinault Collection, Paris
- Stedelijk Museum, Amsterdam
- University of Alberta